# Liste der Kardinalskreierungen Formosus’
Papst Formosus (891–896) kreierte in seinem fünfjährigen Pontifikat 14 (nach anderen Angaben nur elf) Kardinäle.

## 891
- Silvester, Kardinalbischof von Porto, † 898

## 896
Fast alle Kardinäle, die Formosus 896 ernannt hatte, wandten sich unter Papst Stephan VI. (896–897) gegen ihn und unterschrieben 896 ein Dekret gegen den toten Papst, das die sogenannte Leichensynode vorbereitete. Sie wurden auf einer Synode im April 898 von Johannes IX. exkommuniziert
- Johannes, Kardinalbischof von Velletri, † 898
- Benedikt, Kardinalpriester einer unbekannten Titelkirche, † nach April 898
- Mar(t)inus, Kardinalpriester (Titelkirche unbekannt), † nach April 898
- Johannes, Kardinaldiakon, † nach April 898
- Paschalis, Kardinaldiakon, † nach April 898
- Johannes, Kardinaldiakon, † nach April 898
- Leo, Kardinaldiakon, † nach April 898

## Unbekanntes Datum
- Benedikt, Kardinalpriester von San Lorenzo in Damaso, † nach 898
- Petrus, Kardinalpriester von San Pietro in Vincoli
- Bonifatius, Kardinalpriester, dann (seit 11. April 896) Papst Bonifatius VI., † 26. April 896
- Stephan, Kardinaldiakon, 891 Bischof von Anagni, ab Mai/Juni 896 Papst Stephan VI., † Juli oder August 897
- Theodor, Kardinaldiakon, im Dezember 897 Papst Theodor II., † Dezember 897 oder Januar 898
- Johannes, Kardinaldiakon, ab Januar 898 Papst Johannes IX., † Januar bis Mai 900